# فرانکو لردا
فرانکو لردا (انگلیسی: Franco Lerda؛ زادهٔ ۱۹ اوت ۱۹۶۷) بازیکن فوتبال اهل ایتالیا است.
از باشگاه‌هایی که در آن بازی کرده‌است می‌توان به باشگاه فوتبال آلساندریا، باشگاه فوتبال تورینو، باشگاه فوتبال کیه‌وو ورونا، باشگاه فوتبال برشا، باشگاه فوتبال تریستیانا، باشگاه فوتبال چزنا، و باشگاه فوتبال ناپولی اشاره کرد.
وی همچنین در تیم ملی فوتبال زیر ۲۱ سال ایتالیا بازی کرده‌است.